# Leidse HBS - Rembrandt
De Leidse Hogere Burgerschool, later Rembrandt Lyceum en Rembrandt Scholengemeenschap, is een voormalige school in de Nederlandse stad Leiden. De school bestond tussen 1864 en 1999.

## Geschiedenis van de school
De Leidse Hogere Burgerschool werd opgericht bij besluit van de gemeenteraad van Leiden van 28 juni 1864. Dit schooltype was mogelijk gemaakt door de Wet op het Middelbaar Onderwijs uit 1863 van Johan Rudolph Thorbecke. De nieuwe opleiding was bestemd voor dat deel van de burgerij dat voor haar kinderen geen universitaire vervolgopleiding voorzag, maar wel een brede algemene ontwikkeling ter voorbereiding op voorname beroepen.
In de eerste decennia konden alleen jongens de HBS volgen; de eerste vrouwelijke leerling, Marie Callenfels, behaalde haar diploma in 1893. De school was in 1882 de bakermat van 'Hollandia', één van de oudste veldsportclubs (voetbal en cricket) in Nederland die echter maar kort bestond. In 1922 werd de school omgedoopt in Hogere Burgerschool met vijfjarige cursus. In 1957 werd een gymnasium-afdeling toegevoegd en werd de naam van de school veranderd in Rembrandt-Lyceum. Met de Mammoetwet 1968 verdween de HBS en ging de school verder als Rembrandt Openbare Scholengemeenschap, later kortweg Rembrandt Scholengemeenschap geheten. Deze scholengemeenschap herbergde een MAVO-, HAVO- en VWO-opleiding. Een dalend aantal leerlingen, gecombineerd met een landelijke tendens van schaalvergroting in het middelbaar onderwijs, leidde ertoe dat de school in het jaar van haar 135-jarig bestaan (1999) is opgegaan in het Da Vinci College (thans Scholengroep Leonardo da Vinci).
De school kende sinds 1911 haar eigen schoolvereniging genaamd M.T.G.S. (Emtégeès). De schoolkrant heette Het Uiltje, maar verscheen later ook onder andere namen.

## Schoolgebouwen
Gedurende de eerste twee jaar van het bestaan van de school werd het onderwijs gegeven in onder meer het gebouw van genootschap Mathesis Scientiarum Genitrix aan de Pieterskerkgracht en van het Stedelijk Gymnasium Leiden aan de Lokhorststraat 16. In 1866 kreeg de school een eigen gebouw aan de Pieterskerkgracht 13 (het werd in 1969 afgebroken; op deze plek, Hannes van Leeuwenplein, ligt nu een kinderspeelplaats). 

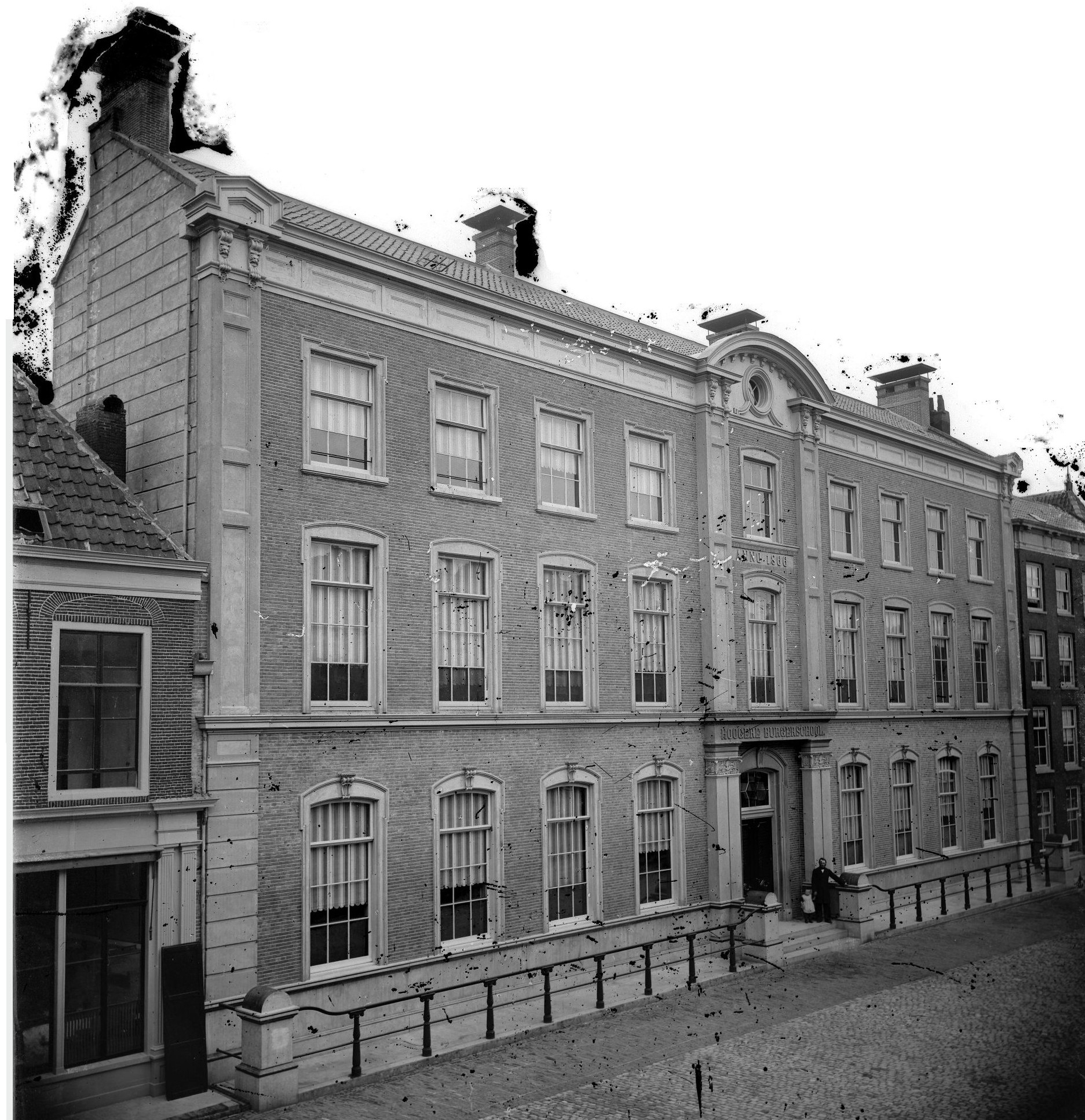
De Leidse HBS voor jongens aan de Pieterskerkgracht, gebouwd in 1866 en afgebroken in 1969

In 1915 verhuisde de school naar een nieuw gebouw aan de Burggravenlaan 2, op de hoek met de Hoge Rijndijk. Dit monumentale pand, ontworpen door de architect Willem Dudok, zou tot 1979 in gebruik blijven bij de school. Het huisvest thans een deel van middelbare school Bonaventuracollege.
Toen vanaf de jaren 1960 het aantal leerlingen snel groeide, en het gebouw aan de Burggravenlaan niet langer groot genoeg was, werd gebruik gemaakt van diverse dependances. 
- 1962-1964: dependance Rijnsburgersingel 22
- 1968-1978 Van den Brandelerkade 24a
- 1968-1982 Vijf Meilaan 210
- 1968-1978 Prinses Marijkelaan 4 in Voorschoten

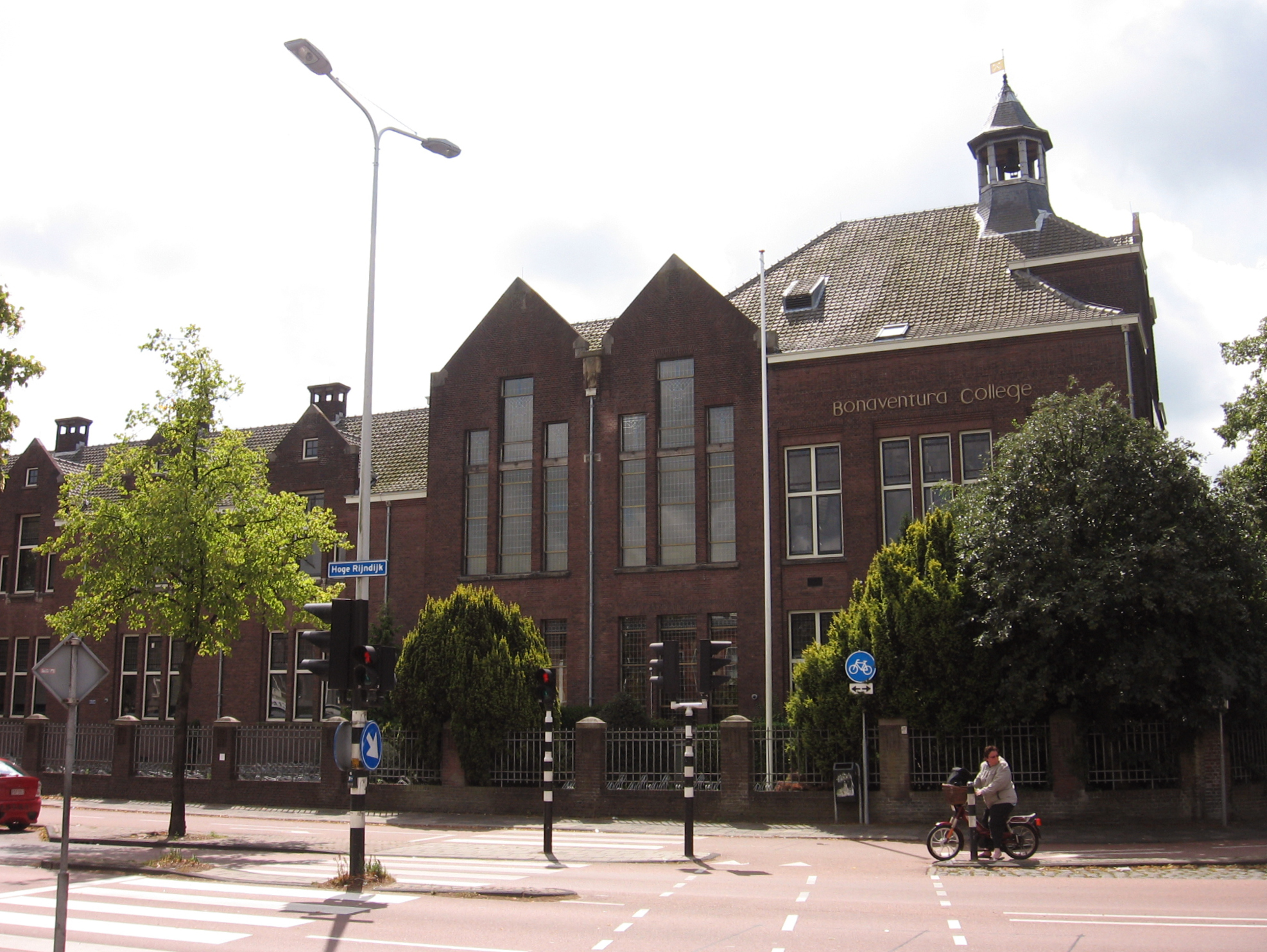
Het gebouw aan de Burggravenlaan, in gebruik bij de school tussen 1915 en 1979

Nadat de school het pand aan de Burggravenlaan had verlaten, werd zij tijdelijk gehuisvest in noodgebouwen aan de Schubertlaan in Leiden Zuidwest. Daarnaast bleef de dependance aan de Vijf Meilaan in gebruik bij de lagere klassen. 
In 1982 werd een nieuw gebouw betrokken in de toen nog nieuw te ontwikkelen wijk de Coebel aan de Noachstraat 2, een straat vernoemd naar oud-leraar B.M. Noach (1881-1977). Het tegelpatroon in de hal werd door kunstenaar Peter Struycken met de computer gemaakt. De school zou dit gebouw blijven gebruiken tot zij in 1999 werd opgeheven.

## Kwestie Marijnis
In 1975 leidde het voorgenomen ontslag van de populaire leraar Nederlands en latere schrijver en journalist Paul Marijnis (1946-2008) tot veel onrust op de school. Leerlingen vormden een actiecomité en ook docenten organiseerden zich om te klagen over het beleid van de schoolleiding en van wethouder Tesselaar. Op 23 mei trokken 250 leerlingen naar het Leidse stadhuis en eisen dat het ontslag wordt ingetrokken, een eis die uiteindelijk werd ingewilligd. 

## Bekende oud-leerlingen
- Hector Treub, gynaecoloog en hoogleraar (1872)
- Hendrik Lodewijk Drucker, jurist en hoogleraar (diploma 1875)
- Adrianus Rutger Ophorst, militair en commandant van de stelling van Amsterdam (1875)
- J.C. Zaalberg, fabrikant (1875)
- Melchior Treub, botanicus en hoogleraar (1876)
- Willem Treub, politicus en hoogleraar (1876)
- Cornelis Sijthoff, uitgever (1877)
- G.L. Driessen, directeur Gemeentewerken Leiden (1879)
- L.P. Krantz, fabrikant (1880)
- Bernard Taverne, jurist en hoogleraar (1892)
- Jan Toorop, kunstschilder
- Floris Verster, kunstschilder
- Charles Cramer, lid van de Tweede Kamer
- Simon de Graaff, Minister voor Koloniën
- J.C. Bloem, dichter
- A.N. Molenaar, jurist en hoogleraar (1907)
- C.T. Scharten, militair
- Johan Fabricius, schrijver
- Jan van Ees, acteur
- Jan Hendrik Oort, astronoom en hoogleraar (1917)
- Gerrit Siebe Overdiep, hoogleraar Nederlands
- Philip Henry Kuenen, hoogleraar geologie
- Ulbo de Sitter, geoloog en hoogleraar
- F.G. de Wilde, landmachtofficier
- E.L. Noach, hoogleraar farmacologie
- A.W. Hamming, hoogleraar staathuishoudkunde
- Frederik van der Blij, hoogleraar wiskunde
- Johan Winsemius, hoogleraar
- Fredo San Giorgi, hoogleraar orthopedie
- Robert J. Forbes, hoogleraar wetenschapsgeschiedenis
- Willem Fontein, hoogleraar elektrotechniek
- Johannes Jan Broeze, hoogleraar continue verbranding
- W.M.E. Noach, hoogleraar criminologie
- Walle Nauta, hoogleraar neuroanatomie MIT
- Ernst Frederik Jacobi, bioloog en directeur Artis
- Daniël Noteboom, schaker
- W.A. van Schayck, burgemeester Loenen aan de Vecht
- J.N. v.d. Ende, directeur Thorbecke HBS Den Haag
- J. Charité, auteur en leraar Leidse HBS
- Wim Buddingh, leraar Leidse HBS
- Han de Wilde, leraar biologie en auteur
- Anne van Egmond, programmamaker en presentatrice
- Martijn Wegman, industrieel vormgever
- Frans van Nieuwenborg, industrieel vormgever
- Richard Groeneweg, voetballer

## Bekende oud-docenten
- G.A. van Hamel, leraar staatswetenschappen en handelsrecht (1868-1871)
- H.J. Hamaker, leraar staatswetenschappen en handelsrecht (1869-1870)
- Willem Byvanck, leraar aardrijkskunde en geschiedenis (1870-1879)
- H.B. Greven, leraar staatswetenschappen en handelsrecht (1875-1879)
- J.P. Moltzer, leraar staathuishoudkunde (1875)
- Jan Woltjer, leraar geschiedenis (1876-1877)
- A.E.J. Holwerda, leraar geschiedenis (1890-1896)
- C.C. Uhlenbeck, leraar Nederlands (1891-1892)
- B.M. Noach, leraar Nederlands (1913-1951)
- Siegfried Polak, leraar staathuishoudkunde
- J. Charité, leraar geschiedenis
- Aat Vis, leraar geschiedenis
- Wim Buddingh, leraar Nederlands
- Paul Marijnis, leraar Nederlands
- Jelle L.S. Pijpers, leraar Nederlands
- Janneke Ottevanger, lerares Duits
- Panc Batelaan, leraar geschiedenis
- Jan van Zonneveld, leraar handenarbeid
- Annelies Reuter, lerares handenarbeid

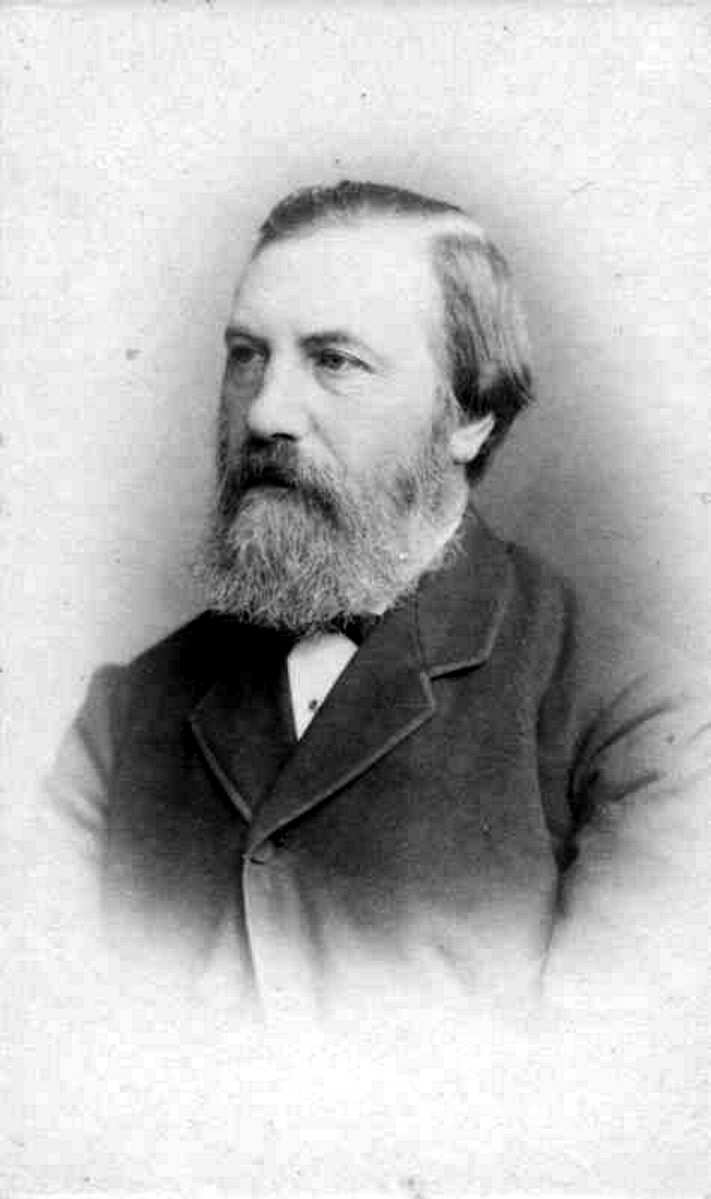
De eerste directeur van de school, Dirk de Loos

## Directeuren en Rectoren
- Dr. D. de Loos 1864-1900
- Dr. J.L. Andreae 1900-1914
- Ir. W. Massink 1914-1923
- Dr. J.C. Schalkwijk 1923-1938
- Dr. J.D.A. Boks 1938-1961
- Dr. J.W. Blom 1961-1973
- J.L. de Boer-Pino 1973-1983
- J.B.L. Geerts 1983-1989
- M. Scha 1989-1993
- A. Harteveld 1993-1999